# Leptopelis palmatus
Leptopelis palmatus — вид жаб родини жаб-верескунів (Arthroleptidae).

## Поширення
Ендемік острова Принсіпі у Гвінейській затоці біля західного узбережжя Африки (частина держави Сан-Томе і Принсіпі). Присутній на більшій частині острова, принаймні до 700 м над рівнем моря і, можливо, до 1000 м над рівнем моря. Природним місцем проживання пальмової жаби є вологі ліси по краях струмків.

## Опис
Велика жаба, завдовжки 81–110 мм. Барабанна перетинка (тимпан) велика. Ноги повністю перетинчасті. Забарвлення мінливе, але спинка зазвичай від темно-зеленого до чорного кольору, іноді з безліччю світлих плям, що надають жабі мармурового вигляду. Вентральна сторона темна і має зернисту поверхню.

## Спосіб життя
Відкладає ікру у ґрунті неподалік струмків. Після вилуплення пуголовки по болоті добираються до водойми, де завершують свій розвиток.